# São Paulo-Congonhas flygplats
Aeroporto Internacional de Congonhas/São Paulo eller Congonhas flygplats är en av tre kommersiella flygplatser i São Paulo. Den är belägen endast 8 km sydost om stadens centrum och har främst inrikespassagerare. Flygplatsen är Brasiliens näst mest trafikerade flygplats (2011), trots att den ur flygsäkerhetssynpunkt är helt omodern. Flygplatsens båda landningsbanor är kortare än 2 000 meter, och avåkningszoner saknas, då avståndet mellan asfaltkant vid banans slut till närmsta byggnadsföremål i tre fall av fyra är cirka 60 meter, och i det fjärde fallet är lite drygt 100 m. Flygplatsens existens är starkt ifrågasatt på grund av dess trånga läge nära bebyggda områden och centrum. Två katastrofer på flygplatsen under 11 år har krävt 298 människoliv. Se mer under olyckor.

## Olyckor
- 31 oktober 1996 TAM Linhas Aéreas Flight 402 havererade kort efter start från Congonhas in i ett hyreshus och antal andra byggnader. Alla 90 passagerare och alla 6 i besättningen samt 3 personer på marken omkom.
- 17 juli 2007 TAM Linhas Aéreas Flight 3054, ankommande från Porto Alegre, med 181 passagerare och 6 i besättningen kanade av landningsbanan och havererade in ett av TAM Express-varuhus. Samtliga ombord på flygplanet och 12 arbetare på marken omkom.

## Politisk kris
Den senaste olyckan utlöste en politisk kris, då det var den andra flygkatastrofen i Brasilien på ett år. Många krävde att presidenten skulle avgå.